# Lakšmi
Lakšmi (Sanskrit लक्ष्मी) je hindujska boginja sreče, bogastva in lepote in ena od treh velikih boginj hinduizma (drugi dve sta Sarasvati in Durga).
Je Višnujeva žena.